# Predrasuda
Predrasuda je unaprijed donesen sud ili mišljenje o nečemu što se dovoljno ne poznaje niti se temeljito i kritički proučilo, odnosno prije iskustva. Obično je to proširen i ustaljen, unaprijed postavljen stereotipan stav, zasnovan na nedokazivim tvrdnjama i lažnim autoritetima o pripadnicima drugih religija, etnija, nacija i dr., ali i zaziranje od čega utemeljenog na drugačijim običajima ili navikama (prema vrstama jela, u izboru jestive/nejestive hrane itd.). 
Predrasude se mogu definirati i kao pretežno negativni stavovi prema nekoj skupini ili prema pojedincima, kao i neopravdane ili pretjerane generalizacije u vezi tih skupina ili osoba. Predrasude su stavovi doneseni unaprijed, prije nego što imamo dovoljno informacija o predmetu našeg stava. One su naučene, odnosno stečene na isti način na koji smo u životu učili i usvajali ostale stavove i uvjerenja. Najčešće se stječu u djetinjstvu, prema učenju roditelja, odgajatelja, skrbnika, odnosno socijalnih skupina u kojima se odrasta.
Predrasude su vrlo tvrdokorne jer se uče po modelu, odnosno od osoba ili socijalnih skupina koje predstavljaju autoritet i vjerodostojnost.
Predrasude su često temelj raznih oblika nepravednog i diskriminirajućeg ponašanja prema osobama na koje se odnose.

Potpuno suprotno je postrasuda.